# Kindergewerkschaft
Eine Kindergewerkschaft ist eine organisierte Gruppe oder Gewerkschaft, in der arbeitende Kinder und Jugendliche sich aktiv und kollektiv für die eigenen Rechte einsetzen. Im Allgemeinen entsteht die Organisation mit externer Unterstützung, etwa durch eine Nichtregierungsorganisation.
Strukturen dieser Art sind in vielen Staaten entstanden.
Seit den 1990ern fanden in Afrika viele vergleichbare Entwicklungen mit der Unterstützung von Kinderrechtsgruppen statt. Die ersten Gruppierungen entstanden mit Hilfe der Nichtregierungsorganisation Enda Tiers Monde, die seit den 1980ern Bildungsprojekte für Kinder und Jugendliche in Afrika durchführt. Pädagogisches Personal, so genannte Animatoren (animateurs), unterstützen die Kinder und Jugendlichen dabei, ihre eigenen Probleme, Interessen und Lösungen zu formulieren. Zielsetzungen sind die Stärkung ihres Selbstvertrauens, die Mobilisierung der öffentlichen Meinung und der Einsatz für menschenwürdige Arbeitsbedingungen. Zu den organisierten Kindern und Jugendlichen gehören auch viele in Privathaushalten beschäftigte Mädchen, welche in einigen Gruppen die Mehrheit der organisierten Kinder und Jugendlichen darstellen. In den meisten Städten bestehen die Strukturen aus lokalen, weitgehend autonomen Basisgruppen, einer Organisation auf städtischer Ebene sowie einer überregionalen, internationalen Vernetzung.
Auch in Lateinamerika, so in Peru, Brasilien und Nicaragua, entstehen ähnliche Entwicklungen, in denen Kinder und Jugendliche eine Rolle als Akteure einnehmen; sie befinden sich aber teilweise noch in einem Anfangsstadium.
In Indien finden ähnliche Entwicklungen statt. So haben sich in Delhi in der Kindergewerkschaft Bal Mazdoor (Bal Mazdoor Sangh) Kinder organisiert, welche zum Teil 14 und älter sind, also im deutschen Sinne Jugendliche, aber die meisten sind unter 14. Die Gruppe versteht sich als Gewerkschaft arbeitender Straßenkinder. Die Kinder und Jugendlichen bekamen bei der Gründung Hilfe durch eine die indische Nichtregierungsorganisation „Butterflies“, eines Programms für Straßenkinder in Delhi. Während die Gruppe z. T. mit Erfolg vorging in Fällen, wo Kinder ihren Lohn nicht bezahlt bekamen oder auch geschlagen wurden, erreichten sie mit Hilfe der Nichtregierungsorganisation auch, dass sie gemeinsam einen Tee-Stand in Delhi eröffnen konnten. Eine weitere indische Kindergewerkschaft, Bhima Sangha, entstand Anfang der 1990er Jahre in Bangalore.